# Isabel do Reino Unido
Isabel do Reino Unido (em inglês: Elizabeth; 22 de maio de 1770 – 10 de janeiro de 1840) foi um membro da família real britânica, a sétima criança e terceira filha do rei Jorge III do Reino Unido.

## Primeiros anos
A princesa Isabel nasceu no Palácio de Buckingham em Londres a 22 de maio de 1770. O seu pai era o monarca britânico reinante, Jorge III, filho mais velho de Frederico, Príncipe de Gales e Augusta de Saxe-Gota. A sua mãe era a rainha Carlota (nascida Carlota de Mecklemburgo-Strelitz). Foi baptizada na Câmara do Grande Conselho no Palácio de St. James a 17 de Junho de 1770 por Frederick Cornwallis, arcebispo da Cantuária. Os seus padrinhos foram o príncipe-herdeiro de Hesse-Cassel (representado na cerimónia pelo conde de Hertford), a princesa de Nassau-Weilburg (representada pela duquesa-viúva de Effingham) e a princesa-herdeira da Suécia (representada pela condessa de Holderness).
A educação da princesa foi muito isolada e ela passava a maior parte do tempo com os seus pais e irmãs. O rei Jorge e a rainha Carlota eram muito protectores em relação aos seus filhos, particularmente das meninas. Contudo, em 1812, a princesa Isabel comprou o Priorato em Old Windsor, Berkshire para ser a sua residência privada.

## Casamento clandestino?

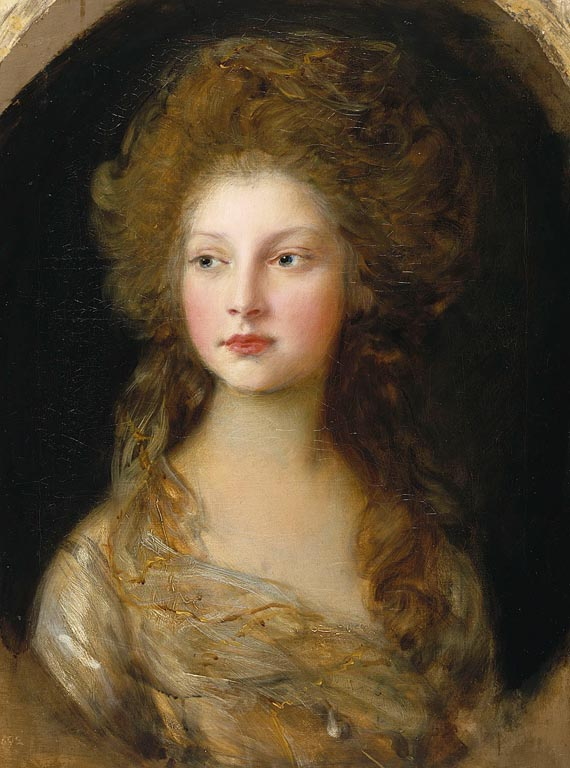
Isabel por Thomas Gainsborough.

Foi alegado que a princesa Isabel teria tido uma espécie de casamento com George Ramus (1747-1808) de quem teve uma filha, Eliza, em 1788. George Ramus era filho de Nicholas Ramus, que tinha sido pajem do pai de Isabel, o rei Jorge. Um casamento desta espécie seria anulado e inválido devido ao Decreto de Casamentos Reais de 1772, mas vários irmãos de Isabel contraíram uniões do género com plebeias antes de se casarem com princesas alemãs mais tarde. Eliza Ramus (1788-1869) terá sido adoptada e criada pelo tio, Henry Ramus (1755-1822) da Companhia das Índias Orientais. Casou-se com James Money (1770-1833), também um membro da companhia, e a sua filha, Marian Martha (1806-69) casou-se com George Wynyard Battye (1805-88), um Juiz de Bengala. Já viúva, Eliza Ramus viveu no número 28 de Chester Square em Londres, onde educou os seus dez netos Battye que se tornaram todos oficiais, e cuidou deles quando tinham licenças por estarem doentes ou de convalescença da Índia.

## Casamento
Durante um baile da corte real britânica em 1814, Isabel conheceu o príncipe Alemão, Frederico VI de Hesse-Homburgo. Quando Isabel o viu no seu elegante uniforme de Hussardo, terá dito: “Se estiver solteiro, vou casar com ele!” Contra todas as resistências, o casamento aconteceu a 7 de abril de 1818 na capela privada do Palácio de Buckingham.
Na verdade não foi um autêntico caso de amor, apesar do entendimento e respeito mútuos. De facto, foi apenas um acordo no qual ambos estavam satisfeitos. Isabel conseguiu escapar do ambiente constrito da sua casa quando se mudou para a Alemanha com o seu marido e Frederico ganhou muito ao aliar-se com a família real britânica

## Últimos Anos
A 20 de fevereiro de 1820, Frederico sucedeu o seu pai como conde de Hesse-Homburgo. Graças ao dote de Isabel e ao dinheiro que recebia anualmente do Reino Unido, conseguiu remodelar o palácio em Homburgo. Quanto a Isabel (agora condessa de Hesse-Homburgo), pôde deixar a rígida etiqueta que odiava em Inglaterra e conseguiu encontrar-se, uma vez que podia fazer o que queria no seu novo ambiente.
Isabel morreu a 10 de janeiro de 1840, aos sessenta e nove anos em Frankfurt am Main, Hesse, Alemanha. Foi enterrada no mausoléu da família em Homburgo, Alemanha.

## Títulos e estilos
- 22 de maio de 1770 – 7 de abril de 1818: Sua Alteza Real A Princesa Isabel
- 7 de abril de 1818 – 20 de janeiro de 1820: Sua Alteza Real A Princesa Hereditária de Hesse-Homburgo
- 20 de janeiro de 1820 – 2 de abril de 1829: Sua Alteza Real A Condessa de Hesse-Homburgo
- 2 de abril de 1829 – 10 de janeiro de 1840: Sua Alteza Real A Condessa Viúva de Hesse-Homburgo